# 昂灰蝶族
昂灰蝶族（學名：Amblypodiini）又名昴灰蝶族，是灰蝶科線灰蝶亞科裡的一個族。物種分佈於東洋界及非洲。

## 分類
- 昂灰蝶屬 Amblypodia
- 異灰蝶屬 Iraota
- 寬尾灰蝶屬 Myrina